# Лаврики (Білоцерківський район)
Ла́врики — село в Україні, у Сквирській міській громаді Білоцерківського району Київської області. Населення становить 261 осіб.

## Географія
Селом тече річка Лаврик.

## Населення

### Мова
Розподіл населення за рідною мовою за даними перепису 2001 року:
| Мова       | Кількість | Відсоток |
| ---------- | --------- | -------- |
| українська | 365       | 96.82%   |
| російська  | 10        | 2.65%    |
| білоруська | 2         | 0.53%    |
| Усього     | 377       | 100%     |